# Roger Höglund
Roger Höglund, född 1964, är en åländsk politiker (Åländsk Center). Han är Ålands före detta finansminister och har innehaft posten sedan 2021. Han var tidigare medlem av Ålands lagting mellan 2019 och 2021 och var 2007-2019 ordförande i Finströms kommunstyrelse.